# Eucalyptus cornuta
Eucalyptus cornuta är en myrtenväxtart som beskrevs av Jacques-Julien Houtou de La Billardière. Eucalyptus cornuta ingår i släktet Eucalyptus och familjen myrtenväxter. Inga underarter finns listade i Catalogue of Life.